# Z Ziemi na Księżyc
Z Ziemi na Księżyc (fr. De la Terre à la Lune, 1865) – jednotomowa powieść Juliusza Verne’a z cyklu Niezwykłe podróże złożona z 28 rozdziałów.
Książka stanowi pierwszą część tzw. małej trylogii vernowskiej, w skład której wchodzą powieści: Z Ziemi na księżyc, Wokół Księżyca i Świat do góry nogami. Oryginalne wydanie powieści było ilustrowane 48 rysunkami autorstwa Henriego de Montauta.
Pierwszy polski przekład, pt. Podróż na księżyc, pojawił się w odcinkach w Gazecie Polskiej w 1866; następny przekład autorstwa J. Chorościckiego, pt. Z ziemi na księżyc, podróż odbyta w 97 godzinach, był publikowany w odcinkach w czasopiśmie Ruch Literacki w 1875. Po raz pierwszy w postaci książkowej ukazał się dopiero przekład autorstwa Stefana Gębarskiego, pt. Z ziemi na Księżyc w 97 godzin 20 minut,
wydany po raz pierwszy już po śmierci tłumacza w 1924. Najnowszy polski przekład pochodzi z 2013 i został wydany pt. Z Ziemi na Księżyc: zwykła podróż w 97 godzin i 20 minut; jego autorem jest Andrzej Zydorczak.

## Fabuła
Główni bohaterowie książki – Impey Barbicane, kapitan Nicholl, Michał Ardan – pasażerowie pocisku lecą w kierunku Księżyca. Odbywają kosmiczną podróż po wystrzeleniu z gigantycznej armaty (Kolumbiady) zbudowanej przez Klub Puszkarzy z Baltimore w Ameryce.
Książka tak spodobała się czytelnikom, że koniecznym stało się sprowadzenie astronautów na Ziemię. Ich dalsze losy podczas dalekiej podróży opisuje kolejna powieść z Niezwykłych podróży – Wokół Księżyca.

## Uwagi merytoryczne

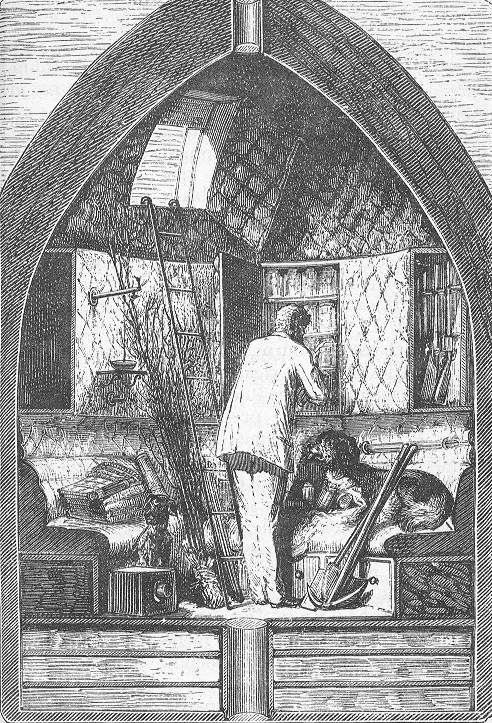
Przekrój ukazujący budowę wewnętrzną pocisku (oryginalna ilustracja H. de Montauta)
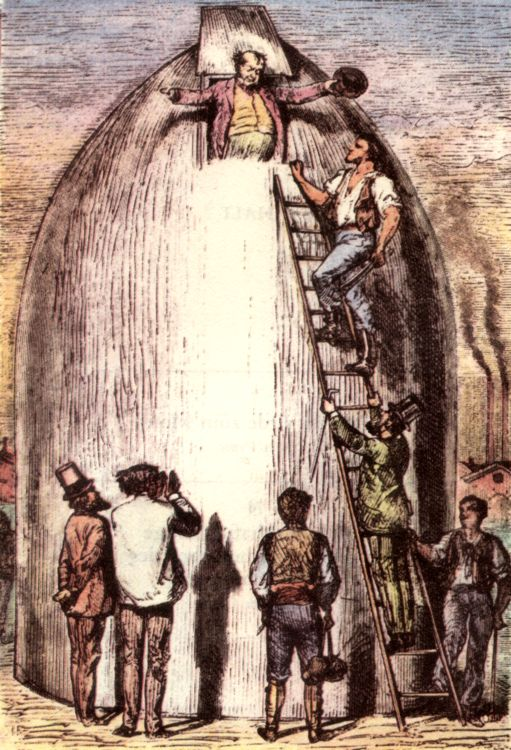
Sekretarz Gun-klubu, J.T. Maston, wychodzi z pocisku po 8-dniowym teście sprawności pracy aparatury wytwarzającej powietrze do oddychania.
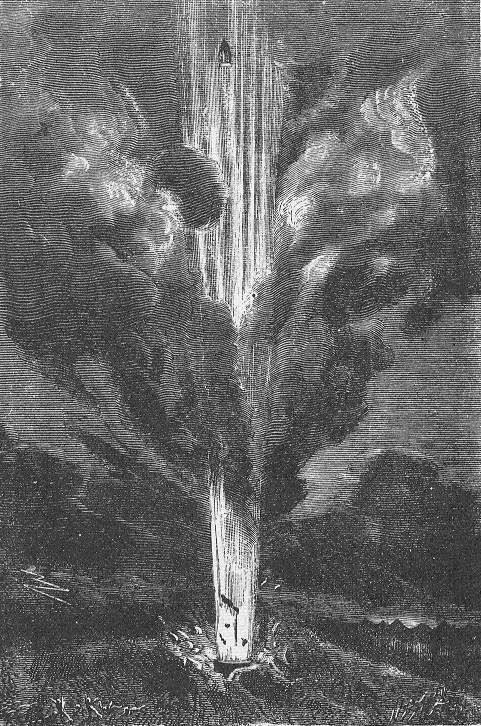
Moment wystrzelenia pocisku lecącego w stronę Księżyca.